# 夸姆高地
71°3′S 167°48′E / 71.050°S 167.800°E
夸姆高地是南極洲的高地，位於維多利亞地北部，處於巴內特冰川和丹尼斯托恩冰川之間，長24公里、寬6公里，海拔高度超過1,000米，該高地根據美國地質調查局的測量和美國海軍的空中照片被繪入地圖。